# 螺塘路駅
螺塘路駅（らとうろえき）は、南京市建鄴区にある、南京地下鉄の駅である。2号線と7号線が乗り入れ、両路線の接続駅となっている。

## 駅名
事業着手当初は南京地下鉄集団は「螺塘街駅」の仮称を用いており、2019年11月28日に「螺塘街駅」を駅名として第一次公示され、2020年1月18日に第一次公示のより駅名が「螺塘路駅」に決定したことが発表された。

## 歴史
- 2021年12月28日2号線の駅として開業。

- 2023年12月28日7号線の駅として開業。

## 駅構造

### のりば
| 番線 | 路線            | 方面                              | 行先        |
| ---- | --------------- | --------------------------------- | ----------- |
|      | 南京地下鉄2号線 | 魚嘴・青蓮街・天保街 方面         | 魚嘴 行き   |
|      | 南京地下鉄2号線 | 莫愁湖・新街口・馬群・経天路 方面 | 仙林湖 行き |
|      | 南京地下鉄7号線 | 西善橋 方面                       | 西善橋 行き |
|      | 南京地下鉄7号線 | 大士茶亭・清涼山・幕府西路 方面   | 仙新路 行き |

## 隣の駅
南京地下鉄
■2号線
青蓮街駅 - 螺塘路駅 - 油坊橋駅
■7号線
太清路駅 - 螺塘路駅 - 西善橋駅